# 李質穎
李质颖（1713年—1794年），字公哲，内务府汉军正白旗人，籍河北承德。清朝官员，进士出身。

## 生平
雍正乙卯科举人（清代承德文舉第一人），乾隆二年（1737年）丁巳恩科进士（清代承德進士第一人）。历任翰林院编修；内务府主事、员外郎、郎中、奏事处行走；乾隆二十八年，河东盐政；三十二年(1767)，两淮盐政（时镶黄旗满洲高晋任两江总督）；三十二年，安徽庐凤兵备道，凤阳关盐督；三十四年山东巡盐御史、长芦盐政；乾隆三十五年(1770)，安徽承宣布政使，后升安徽巡抚；兵部侍郎，都察院右副都御史；乾隆四十一年(1776)调任广东巡抚；乾隆四十二年(1777)署两广总督兼管粤海关事务；乾隆四十五年(1780)改任浙江巡抚；乾隆四十九年(1784)上驷院卿，管理圆明园、清漪园事物；乾隆五十七年，授总管内务府大臣。在《清国史》嘉业堂抄本中有《李质颖列传》。乾隆五十七年（1792）春正月壬申，清高宗赏七代一堂致仕上驷院卿李质颖御书扁额（据《清史稿·本纪十五高宗·本纪六》）。
李質穎曾任内务府镶黄旗包衣第一参领第一满洲佐领，后调管内务府正白旗，后调内务府正黄旗包衣第五参领第四旗鼓佐领（前任为唐英 (清朝督陶官)，系康熙三十四年（1695）分立，据《钦定八旗通志》）。
据载，现存故宫的两对满雕云龙纹的黄花梨顶箱柜，为李质颖所进，一对现陈寿康宫，一对曾陈设于养心殿。任职兩淮鹽政期间，前後總共七次向朝廷進呈淮揚地區的書籍收藏，用以编撰《四库全书》（载《两淮盐政李呈送书目》、《两淮盐政李续呈送书目》、《两淮商人马裕家呈送书目》）。

## 家庭
- 祖父李國華（字廷翰），四川川南道，追贈光祿大夫。
- 父李映（字人干），追贈光祿大夫。其侄孙女李氏，嫁内务府正黄旗汉军、乾隆甲子科舉人張法良；其子三十七年(1772)壬辰科進士、三等男文敏公百齡，嘉慶丙辰科進士桂齡 (道光年間侍郎)。
- 胞弟李質樸，隶内务府正白旗尚琳佐领下，乾隆二年（1737）武科進士（清代承德武進士第一人），遼寧海城提督。
- 胞弟李質粹，藍翎侍衛，乾隆八年陜西提督[4]，直隸、四川提督，跟随年羹尧平定西北罗卜藏丹津之乱，參與瞻對之役和第一次金川之役，后因瞒报军情，处斩，《清史稿：列传八十四》）卷297有传。
- 嫡堂兄李質梓，古北口提督。
- 子李海慶。原配妻金佳氏（父正黄旗满洲、吏部尚书金簡，姑母金佳氏封清高宗之淑嘉皇貴妃）；继妻爱新觉罗氏（父正黃旗宗室謙福，母董鄂氏（祖父正白旗满洲、一等公、領侍衛內大臣襄壯公费扬古 (栋鄂氏)），祖父宗室釋迦保，曾祖已革不入八分輔國公雲升，高祖奉恩鎮國慤厚公、诗人高塞即皇太极第六子）。其：
  - 子奎齡（母金佳氏），武英殿委署庫掌；妻盧氏（父镶黄旗汉军、江西盐法道盧崧，祖父陕西与湖北巡抚盧焯；胞侄嘉庆辛未進士盧演復；胞姊盧氏嫁正白旗满洲、嘉慶十年（1805年）乙丑科進士叶赫那拉氏那清安）。
    - 孙道光二十五年三甲进士豊安。妻赵氏；其胞兄正蓝旗汉军趙文灝（字師程)（属清末東三省總督趙爾巽家族），娶内务府正黄旗汉军、道光六年丙戌（1826）进士景星 (道光进士)之女邱氏（胞姊邱氏，二继嫁正蓝旗汉军、光緒二年（1876年）丙子恩科进士胡俊章）；且豊安堂叔安齡与景星嫡堂兄雲麟系嘉庆十九年进士三甲同榜。
      - 曾孙女李氏，嫁内务府正白旗漢軍、内务府都虞司員外郎兼镶黄旗公中佐领尚承澤（其父道光戊戌科進士延恆，祖父内务府庆丰司员外郎兼镶黄旗公中佐领纯嘏；堂姊尚氏系正蓝旗汉军、光緒二年丙子恩科進士胡俊章之儿媳；先祖内务府佐领尚善慶、熱河總管尚福海），其女尚氏嫁内务府正白旗满洲輝發那拉氏續科（父內務府鑲黃旗滿洲公中佐領椿慶，祖父內務府慎刑司員外郎定安，曾祖浙江台州府知府延庚，曾祖母尚氏系热河总管尚福海之女，延庚之胞姊輝發那拉氏封道光帝之和妃 (道光帝)；堂伯道光二十一年（1841年）辛丑恩科进士麒慶）。
      - 曾孙女李氏，嫁内务府镶黄旗满洲、光緒十六年（1890年）庚寅恩科进士舒穆魯氏裕祬（又裕絰；胞弟光緒丙子恩科進士裕祥，与胡俊章进士同榜）。

  - 子祥齡，秀齡，嘉齡。
- 子李朝慶，内务府六庫郎中。其子嘉庆十九年进士安齡。
- 子李福慶，李嵩慶。